# Snoops
Snoops es una serie de televisión estadounidense, creada por David E. Kelley y transmitida durante 1999 por ABC .
La serie trata de una poco convencional agencia de detectives. Se desarrolló durante el apogeo de la fama de Kelley, con las series The Practice y Ally McBeal, las cuales obtenían altas cantidades de telespectadores. Pero esta serie no alcanzó tanto éxito como las antes mencionadas, siendo cancelada en su episodio número 10.

## Reparto
- Gina Gershon -- Glenn Hall
- Paula Marshall -- Dana Plant
- Danny Nucci -- Manny Lott
- Paula Jai Parker -- Roberta Young
- Edward Kerr -- Detective Greg McCormack
- Jessalyn Gilsig -- Suzanne Shivers

- Datos: Q2062721